# Jeg hader ADHD - børn i en diagnosetid
Jeg hader ADHD - børn i en diagnosetid er en dansk dokumentarfilm fra 2013, der er instrueret af Erlend E. Mo.

## Handling
Filmen følger en særklasse fra Lindevangskolen på Frederiksberg, med 6 børn med hovedfokus på Marino på 7 år, der kæmper med aggressivitet, sårbarhed og sociale problemer. Til at flankere ham er Victor med ekstrem ADHD og Martine med epilepsi. Filmen følger børnene og gennem dem de voksne, der tager sig af dem, både behandlere, pædagoger og forældre. Dermed fås et unikt indblik i, hvordan det er at leve med ADHD, og filmen bliver samtidig en refleksion over voksen/barn-forhold i det hele taget.